# Aéroport international Sabiha-Gökçen
Pour les articles homonymes, voir Aéroport d'Istanbul (homonymie).
L'aéroport international Sabiha Gökçen d'Istanbul (turc : Sabiha Gökçen Havalimanı prononcé [sɑ.'bi.hɑ gœk.'t͡ʃen]) est un aéroport basé sur la rive asiatique d'Istanbul, en Turquie. L'aéroport est principalement exploité par la compagnie low cost turque Pegasus Airlines. Cependant, la filiale low cost de Turkish Airlines, AJet, est également basée dans ce hub. Il est le deuxième aéroport le plus fréquenté en Turquie, derrière l'aéroport d'Istanbul et devant l'aéroport d'Antalya. Il est nommé en l'honneur de la fille adoptive d'Atatürk, l'aviatrice Sabiha Gökçen, première femme pilote de chasse au monde. Situé sur la rive asiatique du Bosphore dans le district de Pendik, il a été construit et inauguré en 2001 pour tenter de désengorger l'ancien aéroport international Atatürk. Il a depuis connu une augmentation régulière du trafic, au point d'approcher du seuil de 4 millions de passagers en 2007. 2008 voit le début de travaux visant à porter la capacité à 25 millions de passagers par an. Le cap des 10 millions de passagers a été franchi en novembre 2010, celui des 20 millions en novembre 2014, et celui des 30 millions en 2022.

## Histoire
Créé en partenariat avec Limak Holding, GMR Infrastructure Inde et Malaysia Airports Holdings Berhad, l'aéroport international Sabiha Gökçen d'Istanbul (ISG) a obtenu le droit d'exploiter le terminal existant, le parking, les services au sol, le fret, les opérations de ravitaillement des avions, les hôtels d'aéroport et les installations CIP pour une période de 20 ans à compter du 1er mai 2008. Le 30 avril 2014, Malaysia Airports Holdings Berhad deviendra l'unique actionnaire de l'aéroport.
ISG a acquis ces droits d'exploitation pour 1,932 milliard d'euros. Le nouveau terminal, avec ses annexes d'une superficie totale de 320 000 m², a été conçu pour favoriser la croissance rapide d'Istanbul Sabiha Gökçen. Il augmentera la capacité annuelle des passagers à 25 millions et a été construit selon des normes internationales modernes et respectueuses de l'environnement. Ce terminal a été mis en service en 2009.

## Nouveau terminal ouvert en 2009
Les caractéristiques du terminal de l'aéroport international Sabiha Gökçen d'Istanbul comprennent :
- 128 comptoirs d'enregistrement et bornes d'enregistrement automatique
- 74 comptoirs de passeport pour les passagers à l'arrivée et au départ
- Un espace de restauration de 9 594 m² regroupant les plus grandes marques de l'industrie agroalimentaire
- Une zone Duty Free de 4 500 m², dont 3 300 m² pour les départs et 1 200 m² pour les arrivées, offrant une gamme de produits incluant boissons nationales et étrangères, tabac, cosmétiques, vêtements, accessoires textiles et appareils électroniques
- Trois salons VIP et sections CIP avec vue sur le tarmac
- Un bâtiment VIP à deux étages relié au terminal
- Une salle de conférence de 400 m²
- Un parking sur quatre étages pouvant accueillir 4 718 véhicules et 72 bus
- Un hôtel d'aéroport de 128 chambres
- Un système de stationnement pouvant simultanément accueillir huit avions gros porteurs (code IATA E) ou seize avions de taille moyenne (code IATA C)
- Un système d'imagerie des bagages EDS (Explosive Detection Systems)[2].

## L'inauguration de la deuxième piste en décembre 2023
La construction de la deuxième piste a été un projet ambitieux qui a connu plusieurs retards avant son inauguration finale en décembre 2023. Le projet de cette piste a commencé il y a plusieurs années, mais a été retardé principalement en raison de priorités concurrentes, notamment la construction et l'ouverture de l'aéroport principal d'Istanbul, qui a été inauguré en 2018.

### Histoire de la deuxième piste
Le projet de la deuxième piste visait à augmenter la capacité de l'aéroport pour répondre à la demande croissante de trafic aérien. Initialement prévu pour être achevé plus tôt, la construction a été marquée par des retards dus à des problèmes de financement, des priorités gouvernementales changeantes, et des défis logistiques associés à la construction d'infrastructures majeures dans une zone urbaine densément peuplée.
En septembre 2022, le président Recep Tayyip Erdoğan avait annoncé que la piste devrait être achevée en mai 2023. Cependant, ce calendrier a également été repoussé. Finalement, la deuxième piste a été inaugurée le 26 décembre 2023.

### Investissement et coûts
Le coût total de l'investissement pour la construction de la deuxième piste s'est élevé à environ 1,4 milliard de dollars. Ce montant comprend non seulement la construction de la piste de 3 540 mètres de long et 60 mètres de large, mais aussi des infrastructures supplémentaires telles que trois voies de circulation parallèles, un tablier central de 650 000 m² capable d'accueillir 62 avions, et un tablier cargo de 300 000 m² pour environ 40 avions.
De plus, des travaux routiers importants ont été réalisés pour améliorer l'accès à l'aéroport, incluant un tunnel de connexion de 1,5 km de long, ainsi que plusieurs autres tunnels pour faciliter l'accès aux zones de fret et aux installations de l'aéroport.

### Impact et perspectives
Avec l'ouverture de cette deuxième piste, la capacité opérationnelle de l'aéroport va pratiquement doubler, ce qui devrait considérablement réduire les délais et améliorer l'efficacité des opérations aériennes. Cette expansion permet également à l'aéroport de mieux gérer l'augmentation du nombre de passagers, qui a atteint environ 37 millions en 2023, faisant de Sabiha Gökçen le deuxième aéroport le plus fréquenté de Turquie.

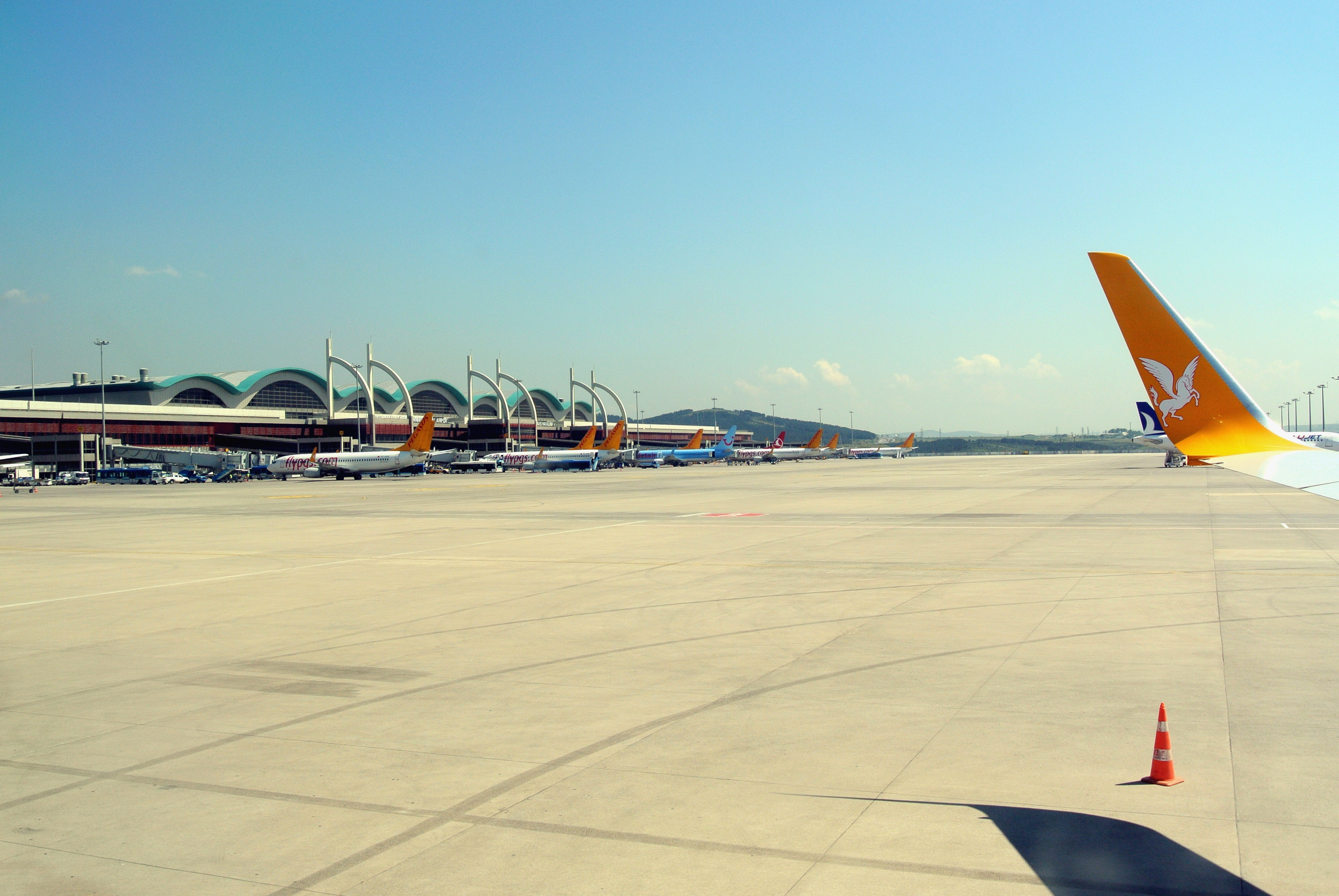
Vue du tarmac, terminal international sur la gauche.

## Statistiques annuelles de fréquentation des passagers
Pour l'année en cours, les chiffres sont calculés à partir du mois de janvier et l'évolution du nombre de passagers est calculée par rapport au même mois de l'année précédente.

## Compagnies aériennes et destinations
| Compagnies         | Destinations |
| ------------------ | --- |
| Air Arabia         | Abou Dabi, Charjah |
| Air Arabia Maroc   | Casablanca-Mohammed-V, Tanger |
| Air Manas          | Bichkek Manas |
| AJet               | - Adana-Sakirpasa - Alep - Alger-Houari-Boumédiène - Amsterdam - Ankara Esenboğa - Antalya - Bagdad - Bakou-H. Aliyev - Bâle-Mulhouse - Barcelone-El Prat - Belgrade-Nikola-Tesla - Bergame-Orio al Serio - Berlin-Brandebourg - Bodrum-Milas - Bruxelles-National - Budapest-Ferenc Liszt - Chimkent - Cologne/Bonn-K. Adenauer - Copenhague-Kastrup - Dalaman - Damas - Dammam-roi Fahd - Denizli - Diyarbakır - Djeddah - Roi-Abdelaziz - Dubaï - Düsseldorf - Balıkesir Koca Seyit (en) - Erbil - Ercan - Erzincan (en) - Erzurum (en) - Francfort - Gaziantep-Oğuzeli - Hambourg-H.-Schmidt - Hanovre - Antioche - Iğdır (tr) - Izmir-A. Menderes - Kars Harakani (tr) - Kayseri-Erkilet - Koweït - Londres-Stansted - Lyon-Saint-Exupéry - Malatya Erhaç (tr) - Manama-Bahreïn - Mardin (tr) - Médine-Prince M. Bin Abdulaziz - Munich-F. J. Strauß - Nevşehir-Cappadoce - Ordu-Giresun - Ourmieh - Paris-Charles de Gaulle - Priština - Riyad-roi Khaled - Rize-Artvin - Rome Léonard-de-Vinci/Fiumicino - Samsun-Çarşamba - Şanlıurfa GAP (en) - Sarajevo-Butmir - Charjah - Sivas - Stuttgart - Tbilissi-C. Roustavéli - Téhéran-Imam-Khomeini - Tel Aviv - Ben Gourion - Tokat (tr) - Trabzon/Trébizonde - Van-F. Melen (en) - Vienne-Schwechat - Zurich |
| British Airways    | En saison: Londres-Heathrow |
| Buta Airways       | Bakou-H. Aliyev |
| Emirates           | Dubaï |
| FlyArystan         | Turkestan |
| FlyBaghdad         | Bagdad |
| flydubai           | Dubaï |
| Flynas             | Djeddah - Roi-Abdelaziz, Riyad-roi Khaled |
| Iraqi Airways      | Bagdad |
| Jazeera Airways    | Koweït |
| Kuwait Airways     | Koweït |
| Nile Air           | Le Caire |
| Pegasus Airlines   | - Abou Dabi - Adana-Sakirpasa - Adıyaman (en) - Alger-Houari-Boumédiène - Almaty - Merzifon - Amsterdam - Ankara Esenboğa - Antalya - Athènes E.-Venizélos - Bagdad - Manama-Bahreïn - Bakou-H. Aliyev - Bâle-Mulhouse - Barcelone-El Prat - Bassorah - Batman (en) - Batoumi-A. Kartveli - Belgrade-Nikola-Tesla - Bergame-Orio al Serio - Berlin-Brandebourg - Beyrouth-Rafic Hariri - Bichkek Manas - Bodrum-Milas - Bologne-Borgo Panigale - Bucarest-H. Coandă - Budapest-Ferenc Liszt - Casablanca-Mohammed-V - Charleroi Bruxelles-Sud - Charm el-Cheikh - Chimkent - Cologne/Bonn-K. Adenauer - Copenhague-Kastrup - Dalaman - Dammam-roi Fahd - Denizli - Diyarbakır - Doha-Hamad - Dubaï - Düsseldorf - Balıkesir Koca Seyit (en) - Eindhoven - Elâzığ - Erbil - Ercan - Erevan-Zvarnots - Erzincan (en) - Erzurum (en) - Francfort - Genjem - Gaziantep-Oğuzeli - Gazipaşa-Alanya - Genève-Cointrin - Grozny - Hambourg-H.-Schmidt - Hanovre - Antioche - Helsinki-Vantaa - Hurghada - Iğdır (tr) - Izmir-A. Menderes - Djeddah - Roi-Abdelaziz - Kahramanmaraş (tr) - Karachi-Jinnah - Kars Harakani (tr) - Kastamonu (tr) - Kayseri-Erkilet - Konya - Krasnodar-Pashkovsky - Koweït - Londres-Stansted - Lyon-Saint-Exupéry - Madrid-Barajas - Malatya Erhaç (tr) - Manchester - Mardin (tr) - Marseille-Provence - Mascate - Médine-Prince M. Bin Abdulaziz - Mineralniye Vody - Moscou-Domodédovo - Munich-F. J. Strauß - Muş (tr) - Nevşehir-Cappadoce - Nice-Côte d'Azur - Nuremberg-A. Dürer - Ordu-Giresun - Och - Oslo-Gardermoen - Paris-Charles de Gaulle - Plovdiv-Kroumovo - Prague-Václav-Havel - Priština - Ras el Khaïmah - Riyad-roi Khaled - Rize-Artvin - Rome Léonard-de-Vinci/Fiumicino - Rotterdam-La Haye - Saint-Pétersbourg-Poulkovo - Samsun-Çarşamba - Şanlıurfa GAP (en) - Sarajevo-Butmir - Charjah - Sivas - Skopje - Stockholm-Arlanda - Stuttgart - Souleimaniye - Tabriz - Tbilissi-C. Roustavéli - Téhéran-Imam-Khomeini - Tel Aviv - Ben Gourion - Tirana-Mère-Teresa - Trabzon/Trébizonde - Van-F. Melen (en) - Venise - Marco Polo - Vienne-Schwechat - Zurich |
| Pobeda             | Kazan, Krasnodar-Pashkovsky, Moscou-Vnoukovo |
| Qatar Airways      | Doha-Hamad |
| SalamAir           | Mascate |
| UR Airlines        | Bagdad |
| Uzbekistan Airways | Charter : Tachkent |

Édité le 29/03/2020 Actualisé le 26/05/2023

## Galerie

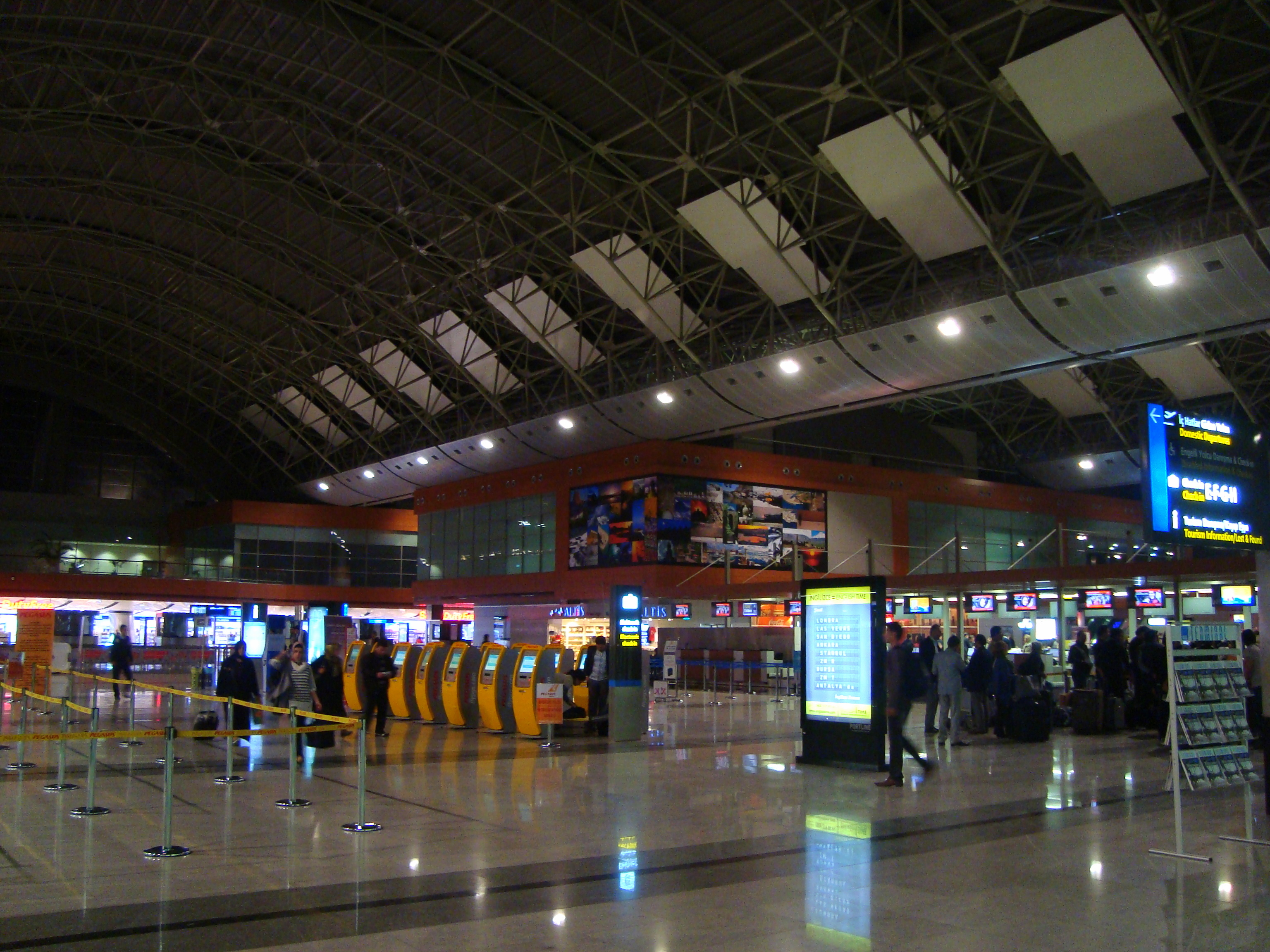
Hall des départs.
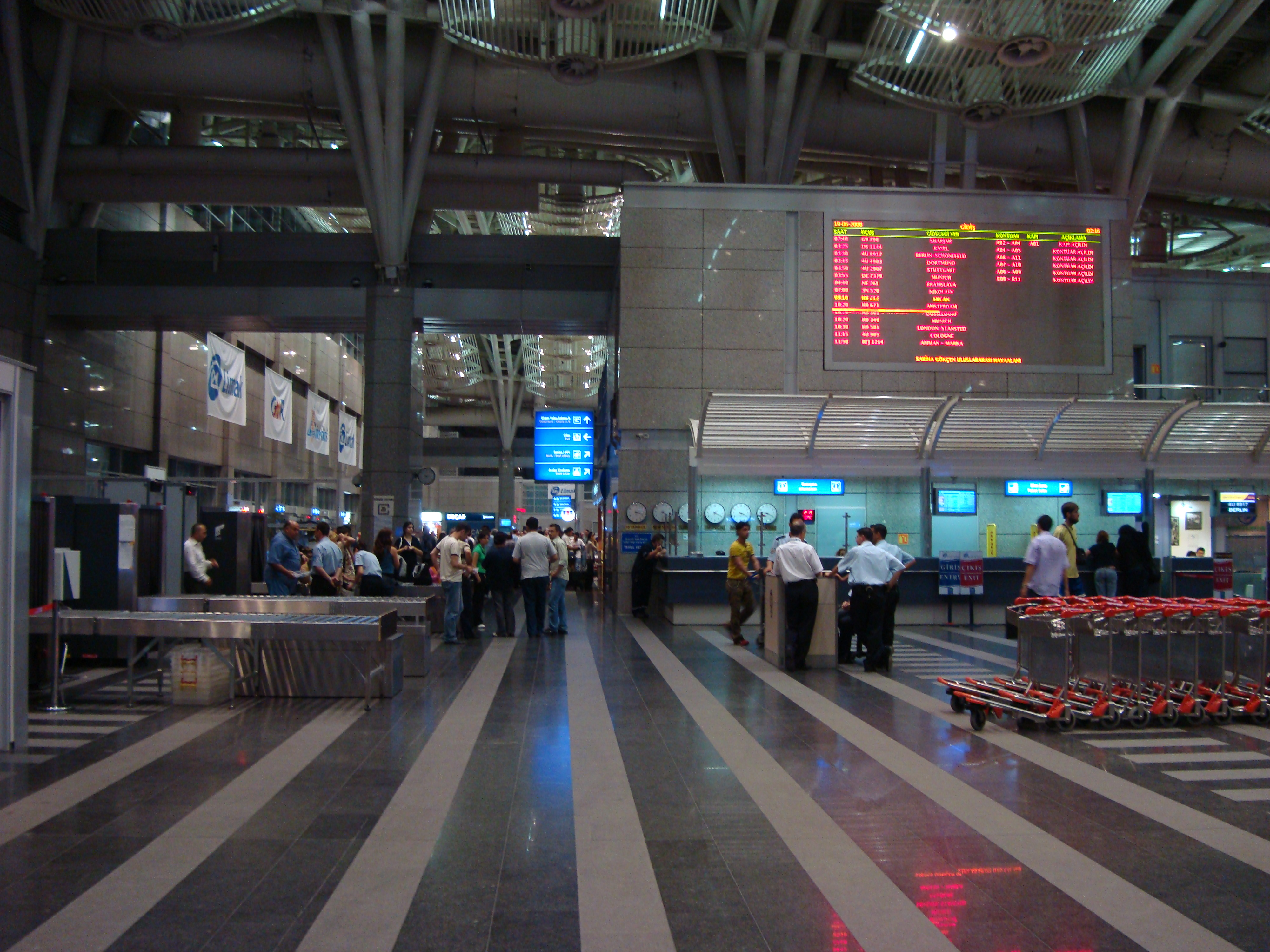
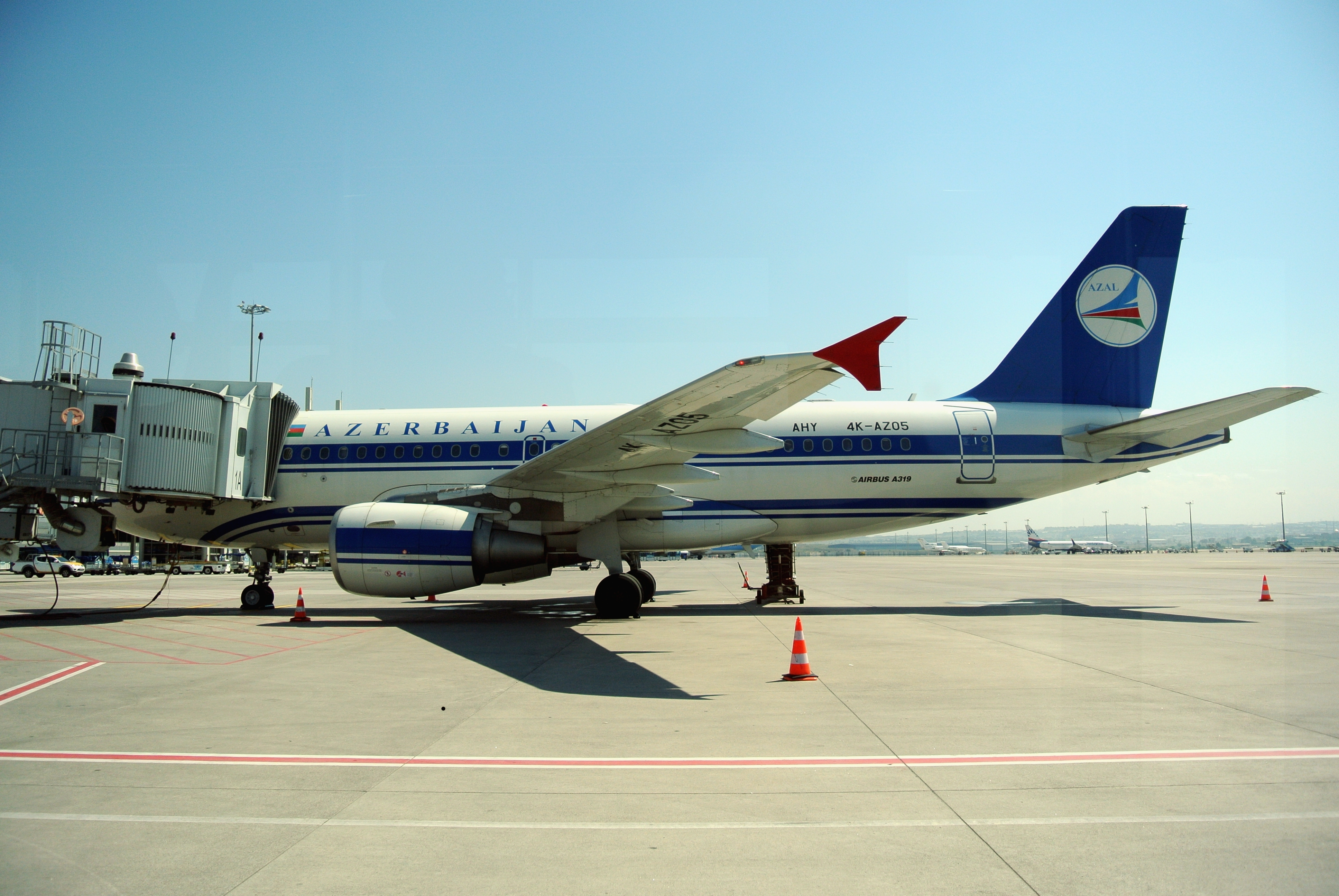
Airbus A319 de la compagnie Azerbaijan Airlines.
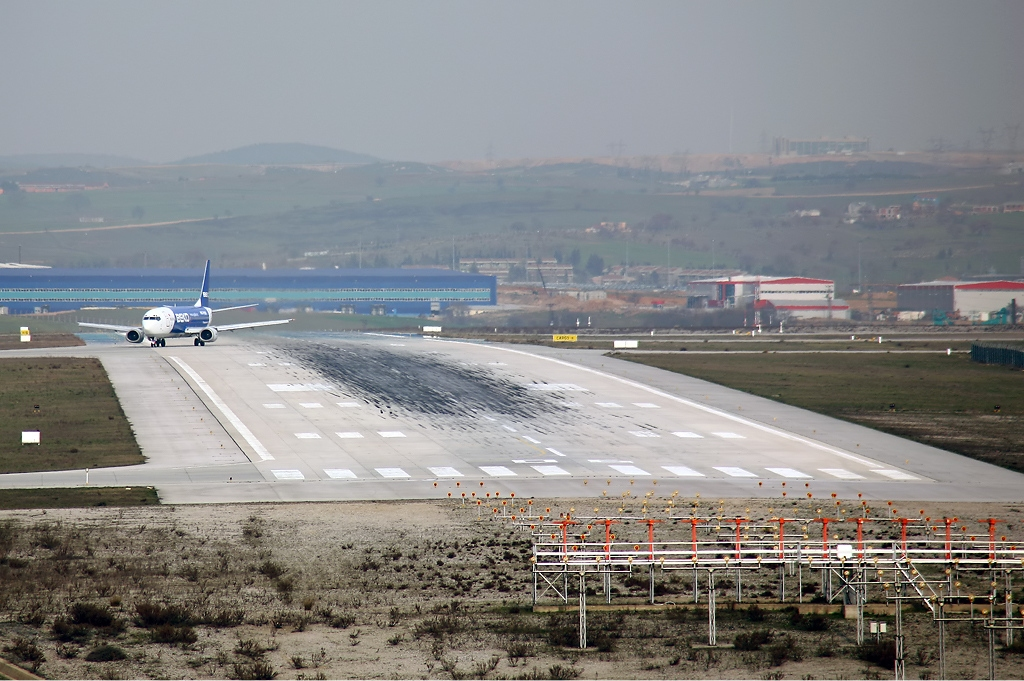
Piste de l'aéroport.

## Situation
| Adana Ankara Antalya Antioche Bodrum-Milas Dalaman Denizli Elâzığ Istanbul Sabiha-Gökçen Izmir Trabzon / Trébizonde Gaziantep Diyarbakır Kayseri Samsun Van Erzurum Konya Gazipaşa Malatya |

| Adana Ankara Antalya Antioche Bodrum-Milas Dalaman Denizli Elâzığ Istanbul Sabiha-Gökçen Izmir Trabzon / Trébizonde Gaziantep Diyarbakır Kayseri Samsun Van Erzurum Konya Gazipaşa Malatya |